# 세계 화장실의 날

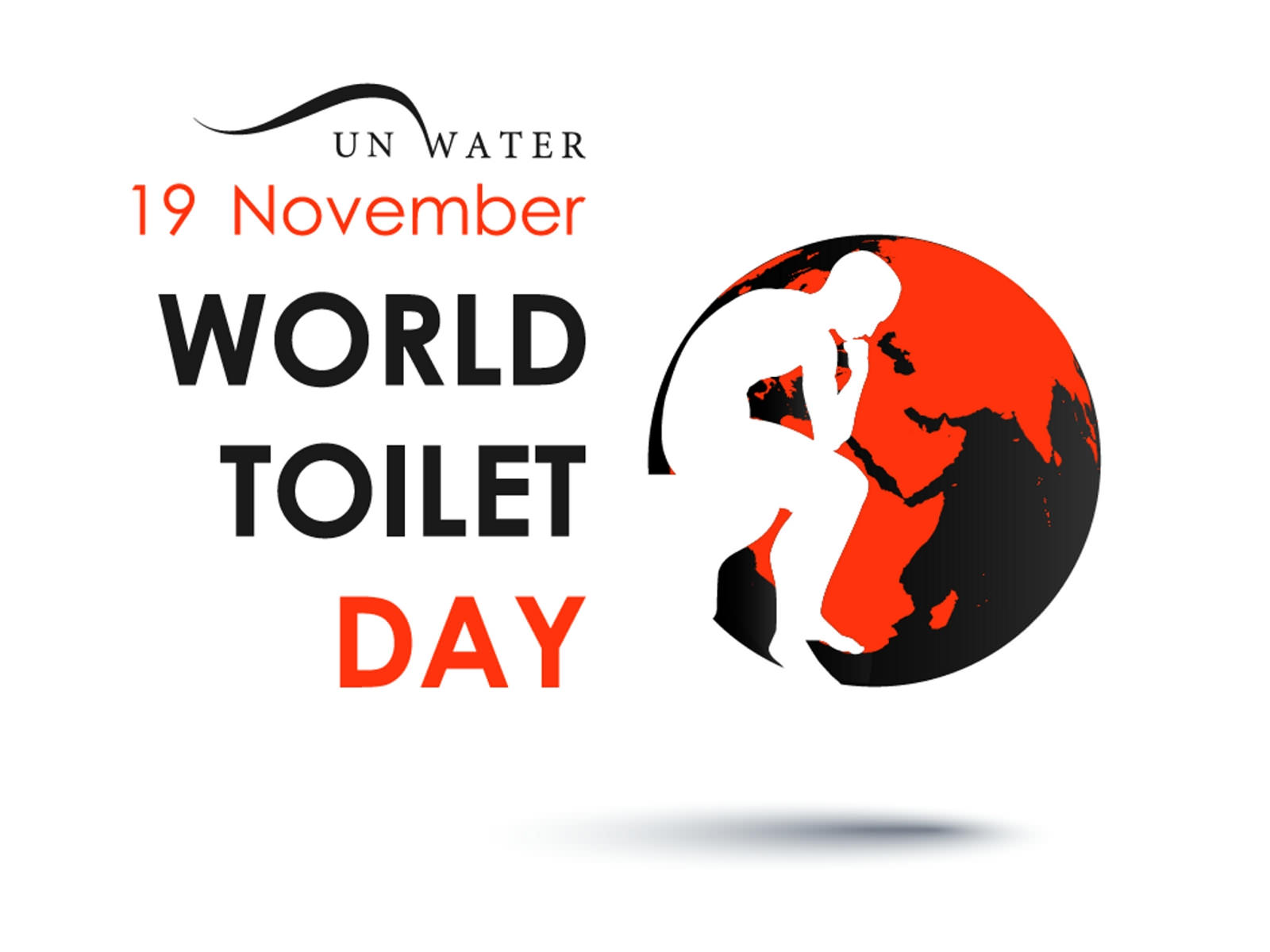
세계 화장실의 날 로고

세계 화장실의 날(World Toilet Day, WTD)은 세계 위생 위기에 대처하기 위한 행동을 고취하기 위해 11월 19일에 유엔이 공식적으로 지정한 국제 기념일이다. 전 세계적으로 42억 명의 사람들이 "안전하게 관리되는 위생 시설" 없이 살고 있으며 약 6억 7,300만 명이 야외 배변을 하고 있다.:74 지속 가능한 개발 목표 6은 "모든 사람을 위한 물과 위생의 가용성과 지속 가능한 관리 보장"을 목표로 한다. 특히 목표 6.2는 "노상 배변을 중단하고 위생 시설에 대한 접근을 제공"하는 것이다. 지속가능발전목표 보고서 2020이 발간되자 안토니오 구테흐스 유엔 사무총장은 “현재 지속가능발전목표 6은 궤도에서 벗어나 있다”며 “세계의 평화와 안보를 위하여 2030년 의제의 진전, 인권 실현, 성취를 방해하고 있다”고 말했다.
세계 화장실의 날은 사람들이 이 목표를 달성하기 위한 조치를 취하도록 알리고, 참여시키고, 영감을 주기 위해 존재한다. 유엔 총회는 싱가포르가 결의안(193개 회원국이 참여한 유엔 총회에서 첫 결의안)을 상정한 후 2013년 세계 화장실의 날을 공식 UN 날로 선포했다. 이에 앞서 세계 화장실의 날은 세계화장실기구(싱가포르 소재 비정부 기구)가 2001년 비공식적으로 제정한 날이다.
유엔 워터(UN-Water)는 세계 화장실의 날 공식 주최자이다. 유엔 워터는 공식 세계 화장실의 날 웹사이트를 운영하고 매년 특별한 주제를 선택한다. 2020년 주제는 '지속가능한 위생과 기후 변화'였다. 2019년의 주제는 지속가능 개발 목표(Sustainable Development Goals)의 핵심 주제인 '아무도 뒤쳐지지 않게 하기'(Leaving no one Behind)였다. 지난 몇 년간의 주제에는 자연 기반 솔루션, 폐수, 화장실 및 직업, 화장실 및 영양이 포함된다. 세계 화장실의 날은 커뮤니케이션 캠페인과 기타 활동으로 기념된다. 유엔 기관, 국제기구, 지역 시민사회단체, 자원봉사자들이 인식을 제고하고 행동을 촉구하기 위해 행사를 기획한다.
안전하게 작동하는 화장실에 대한 접근은 특히 여성의 경우 공중 보건, 인간 존엄성 및 개인 안전에 긍정적인 영향을 미치기 때문에 화장실이 중요하다. 배설물(대변)을 안전하게 처리하지 못하는 위생 시스템은 질병의 확산을 허용한다. 콜레라, 설사, 장티푸스, 이질, 주혈흡충증과 같은 심각한 토양 전염 질병과 수인성 질병이 발생할 수 있다.

## 같이 보기
- 세계 손씻기의 날
- 국제 남성의 날